# こぴはん -沙弥と沙遊の大作戦-
『こぴはん -沙弥と沙遊の大作戦-』（こぴはん さやとさゆのだいさくせん）は、日本の漫画作品。およびニコニコ動画配信の日本のWebアニメ作品。

## 概要
『こぴはん -沙弥と沙遊の大作戦-』はジャイブの漫画雑誌『月刊コミックラッシュ』2011年1月号（2010年11月26日発売）から2012年6月号（2012年5月1日配信）まで連載。漫画はKEI、原作は百天神社振興会、協力は酔月工房。キャラクターデザインのKEIは初音ミクのキャラクターを手掛けている。2011年10月13日よりニコニコ動画『こぴはんちゃんねる』でコミック版第1話『制服はキケンがいっぱい』第2話『幸せのアホ毛』第6話『楽あれば苦あり』の無料配信を開始している。
本作の外伝作品として『こぴはん -瓜野とりょーまの号外ですよっ！-』（こぴはん うりのとりょーまのごうがいですよっ）がある。こちらは漫画雑誌に掲載されず描き下ろしの作品となっている。

## 登場人物
瓜野比呂美（うりの ひろみ）
声 - 伊瀬茉莉也
パペット「りょーま」をつけた金髪少女。アニメでは5話まで一言しか台詞がなかった。ラジオネームは「まーょり」。
門倉優奈（かどくら ゆな）
声 - 世戸さおり
あさぎと同級生。コンビニのバイト店員。ペン回し大会優勝。
鬼藤蛍（きとう ほたる）
声 - 田中理恵
24歳OLで放送部OG。ネット界ではSMの女王様。
雲桐万年青（くもぎり おもと）
声 - 柿原徹也
あさぎの同級生で幼馴染。
栂山あさぎ（つがやま あさぎ）
声 - 松嵜麗
栂山家長女で百天神社巫女。人とは違うものが視える。
栂山晴彦（つがやま はるひこ）
声 - 櫻井孝宏
箱柳警察署巡査。24歳。
栂山ゆずき（つがやま ゆずき）
声 - 大久保瑠美
栂山家末っ子。スポーツが得意。あさぎと比べられることにコンプレックスを持つ。
美柱沙弥（みはしら さや）
声 - 下田麻美
放送部所属。双子の姉。黒い帽子が特徴。ペーパーレスのこの時代に珍しく紙のタロットカードを使ったタロット占いが得意。
美柱沙遊（みはしら さゆ）
声 - 長谷川明子
放送部所属。双子の妹。白い帽子が特徴。水晶玉占いが得意で、使う水晶玉はボールのように弾む。

## 単行本
- 『こぴはん -沙弥と沙遊の大作戦-』既刊1巻 ※第2巻以降の刊行はされておらず、刊行の予定も立っていない。

1. 2011年11月7日発売 ISBN 978-4861768705

- 『こぴはん -瓜野とりょーまの号外ですよっ！-』全1巻

1. 2011年12月27日発売 ISBN 978-4344823884

## Webアニメ
2011年8月より『こぴはん』のタイトルでGONZOのコラボによるWebアニメをニコニコ動画より1話約5分で先行無料配信。全7話。エンドカードはニコニコ動画で募集。配信アニメは全コンテンツの外郭部である外伝としている。第7話ラストには予告編らしき映像がおまけとして収録されており、プロデューサーの大貫一雄も本作に本編があることを発言している。しかし、本編に関する進展は現在に至るまで一切ない。配信された全7話と特典映像を収録したDVD、Blu-rayの販売も予定されていたが、現在まで実現していない。
『こぴはん・レッツコミケ!キャンペーン（うわー、だっさー!）』と銘打ったコミケとの連動企画として2011年8月5日から8月14日までどこかで公開されたキーワードを集めると抽選で本編に出演できる権利がプレゼントされた。配信開始前の番宣映像PVは盗撮映像ふうの実写映像になっている。
配信中の2011年8月から9月までオンラインゲーム『Tartaros-タルタロス-』とのコラボレーションを行った。
キャッチコピーは「西暦2034年 東京都箱柳市 ちょっと未来のお話。」。
公式サイトは配信後に閉鎖したが2021年12月にGONZOが復活させている（ただし元サイトとURLは異なる）。

### スタッフ
- 原作 - 百天神社振興会（デイライト、エッジワークス、パルブライド）
- キャラクター原案 - KEI
- 製作総指揮 - 大貫一雄
- シナリオ監修 - 山野辺一記（百天神社復興会）
- キャラクターデザイン、アニメーションディレクター - 鎌田祐輔
- 美術設定 - 森川裕史
- 色彩設計 - 古市裕一
- 美術監督 - 杉山祐子
- 美術設定 - 森川裕史
- 撮影監督 - 林コージロー
- 編集 - 廣瀬清志
- 音響監督 - 本山哲
- 音楽 - 濱田貴司、佐々木悠紀
- 音楽制作 - Type ZERO
- 音響制作 - スタジオマウス
- 音響プロデューサー - 納谷俊介
- 音楽プロデューサー - 松内則貴
- 製作プロデューサー - 鷹木純一
- アニメーション制作 - GONZO
- 製作 - こぴはん製作委員会（デイライト、GONZO、スタジオマウス、TypeZERO、スロウカーブ）

### 主題歌
オープニングテーマ「ループ」
作詞 - 谷藤律子 / 作曲 - 濱田貴司 / 編曲 - 佐々木悠紀 / 歌 - やゆゆ（下田麻美、長谷川明子、大久保瑠美）
ユニット名は登場キャラクター美柱沙弥、美柱沙遊、栂山ゆずきの名前から一字ずつ取って命名された。

### 各話リスト
| 話数  | サブタイトル             | 脚本       | 絵コンテ   | 演出     | 作画監督 | エンドカード           | メイン登場キャラ | 配信日         |
| ----- | ------------------------ | ---------- | ---------- | -------- | -------- | ---------------------- | ---------------- | -------------- |
| 第1弾 | 2034年5月21日午前9時14分 | 吉川スミス | 鎌田祐輔   | 鎌田祐輔 | 鎌田祐輔 | -                      | 栂山ゆずき       | 2011年8月11日  |
| 第2弾 | 2034年6月1日午後12時13分 | 吉川スミス | 鎌田祐輔   | 鎌田祐輔 | 鎌田祐輔 | しゃもぬこ（舞猫ルル） | 美柱沙弥&沙遊    | 2011年8月25日  |
| 第3弾 | 2034年4月9日午前10時32分 | 吉川スミス | 西本由紀夫 | 鎌田祐輔 | 鎌田祐輔 | tk8d32                 | 門倉優奈         | 2011年9月8日   |
| 第4弾 | 2034年6月22日午後8時00分 | 吉川スミス | 西本由紀夫 | 鎌田祐輔 | 鎌田祐輔 | なるる                 | 栂山晴彦         | 2011年8月26日  |
| 第5弾 | 2034年6月23日午後6時46分 | 吉川スミス | 鎌田祐輔   | 鎌田祐輔 | 鎌田祐輔 | も きゅたん            | 鬼藤蛍           | 2011年10月6日  |
| 第6弾 | 2034年6月1日午後12時20分 | 吉川スミス | 鎌田祐輔   | 鎌田祐輔 | 鎌田祐輔 | あいら                 | 瓜野比呂美       | 2011年10月20日 |
| 第7弾 | 2034年12月2日午後2時35分 | 吉川スミス | 博史池畠   | 鎌田祐輔 | 横山愛   | よな                   | 栂山あさぎ       | 2011年11月3日  |

### 放送局
| 放送地域 | 放送局       | 放送期間                | 放送日時                      | 備考                                            |
| -------- | ------------ | ----------------------- | ----------------------------- | ----------------------------------------------- |
| 日本全域 | ニコニコ動画 | 2011年8月11日 - 11月3日 | 隔週木曜 24時更新             | ネット配信                                      |
| 日本全域 | AT-X         | 2012年1月8日 - 1月21日  | 1月8日、15日 27：00 - 27：30  | 8日、14日に1～4話放送。15日、21日に5～7話放送。 |
| 日本全域 | AT-X         | 2012年1月8日 - 1月21日  | 1月14日、21日 21：00 - 21：30 | 8日、14日に1～4話放送。15日、21日に5～7話放送。 |